# Jeanne d'Arc (porte-hélicoptères)
Pour les articles homonymes, voir Jeanne d'Arc (homonymie).
Pour les autres navires du même nom, voir Jeanne d'Arc (navire).
La Jeanne d'Arc (indicatif visuel R97) et affectueusement surnommée la Jeanne[réf. nécessaire], était un croiseur porte-hélicoptères français. Il fut construit par l'arsenal de Brest de 1959 à 1964. Mis à flot sous le nom provisoire de La Résolue, il reçut le nom de Jeanne d'Arc le 16 juillet 1964 au désarmement de son prédécesseur, le croiseur école Jeanne d'Arc. La Jeanne d'Arc a achevé son ultime mission le 27 mai 2010 et a été retirée du service le 7 juin 2010. La dernière cérémonie des couleurs a eu lieu le 1er septembre 2010. Le bâtiment est déconstruit à partir d'octobre 2014. Il n'est pas remplacé.

## Histoire
La Jeanne d'Arc est mise sur cale à l'arsenal de Brest le 7 juillet 1960. Elle est lancée le 30 septembre 1961 sous le nom de La Résolue. Le 16 juillet 1964 elle est rebaptisée Jeanne d'Arc et mise en service en tant que porte-hélicoptères. Son indicatif visuel est R97.

### Missions
En temps de paix, la Jeanne d’Arc servait de navire-école au profit du groupe école d'application des officiers de Marine (GEAOM), tout en possédant un groupe aérien de deux hélicoptères Puma et deux hélicoptères Gazelle de l'Aviation légère de l'Armée de terre (ALAT), et de deux hélicoptères Alouette III de l'escadrille 22S de l'Aviation navale.
En temps de guerre, elle était destinée à mener des missions de combat, soit dans le domaine de la lutte anti-sous-marine en embarquant huit hélicoptères WG 13 Lynx, soit dans le cadre d'une mission d'action extérieure en mettant en œuvre des hélicoptères Puma ou Gazelle de l'Aviation légère de l'armée de terre et en transportant des troupes de débarquement.
Elle ne fut pas remplacée par un autre bâtiment-école. Les officiers élèves de l'école navale effectuent à la place un stage de formation à la mer de six mois, appelé « mission Jeanne d'Arc », à bord d'un porte-hélicoptères amphibie (PHA) et sa conserve, une frégate classe La Fayette,.

### Campagnes
De 1964 à 2009, ce navire a participé à toutes les missions de formation.

#### Navire escorteur
- Aviso-Escorteur Victor Schoelcher campagnes 1963/1964 à 1972/1973
- Escorteur d’escadre Forbin campagnes 1973/1974 à 1980/1981
- Aviso-Escorteur Doudart de Lagrée campagnes 1981/1982 à 1982/1983
- Aviso-Escorteur Commandant Bourdais campagnes 1983/1984 à 1989/1990
- Aviso-Escorteur  EV Henry campagnes 1990/1991 à 1992/1994
- Frégate Germinal campagnes 1994/1995 à 1997/1998
- Frégate Duguay-Trouin campagnes 1997/1998 à 1998/1999
- Bcr Marne (pétrolier-ravitailleur) (Groupe Tactique École) campagne 1997/1998
- Frégate Georges Leygues campagne 1999/2000 à 2008/2009
- Frégate Courbet campagne 2009/2010

#### 44eet dernière campagne

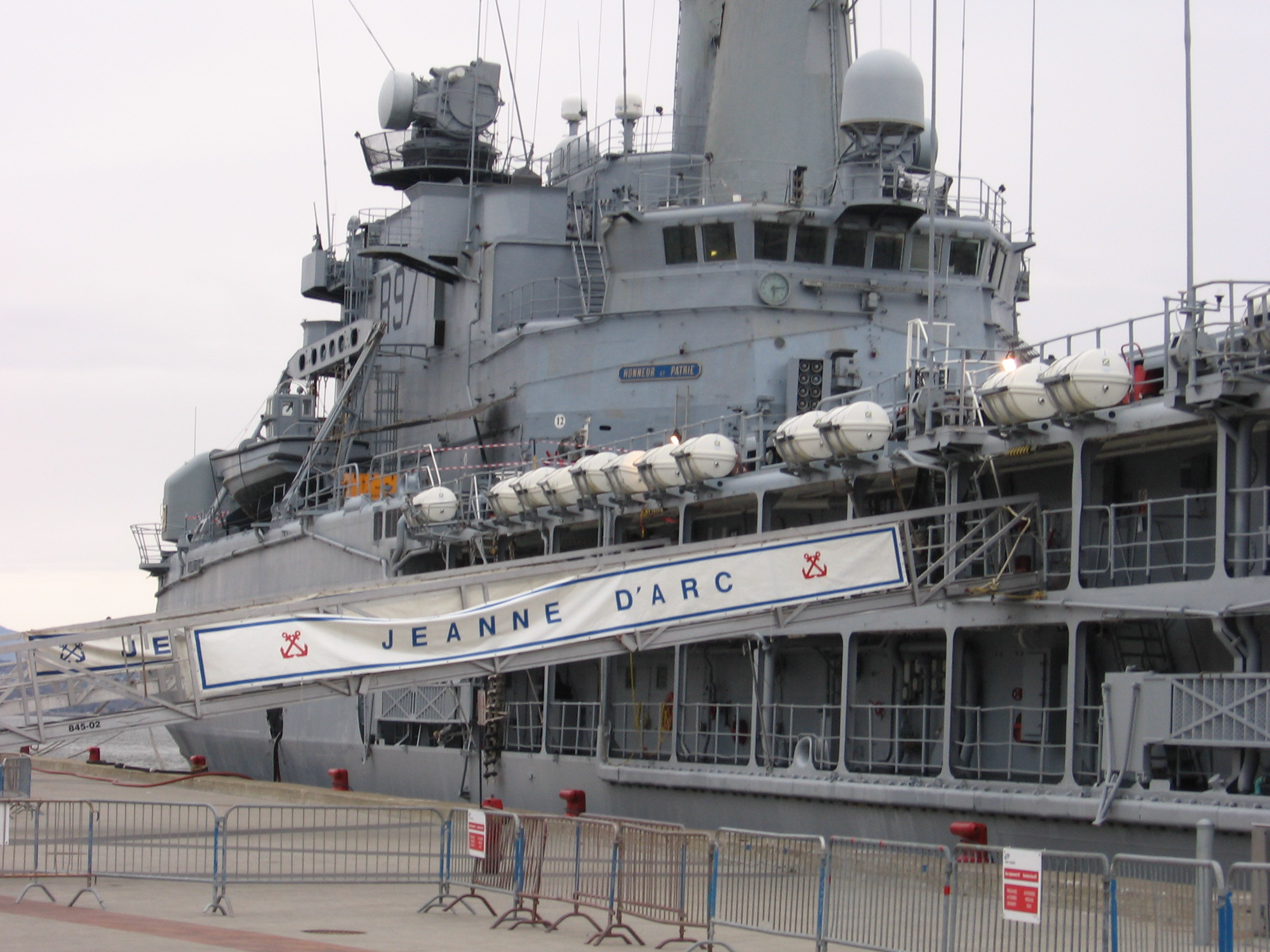
La Jeanne d'Arc à Québec

Au cours de sa dernière mission, la Jeanne d'Arc a fait escale en Martinique à Fort-de-France pendant une semaine en mars 2010, à Saint-Pierre-et-Miquelon et à Québec en avril 2010. Elle était aussi présente lors de l'anniversaire du port de Hambourg en mai 2010 aux côtés de navires de lutte anti-sous-marine allemands. Le 21 mai 2010, le porte-hélicoptères a fait son avant-dernière escale à Rouen, sa ville marraine, en compagnie du Belem, puis a fait son ultime retour à Brest le 27 mai 2010 au quai Malbert, après sa 44e campagne.

### Désarmement

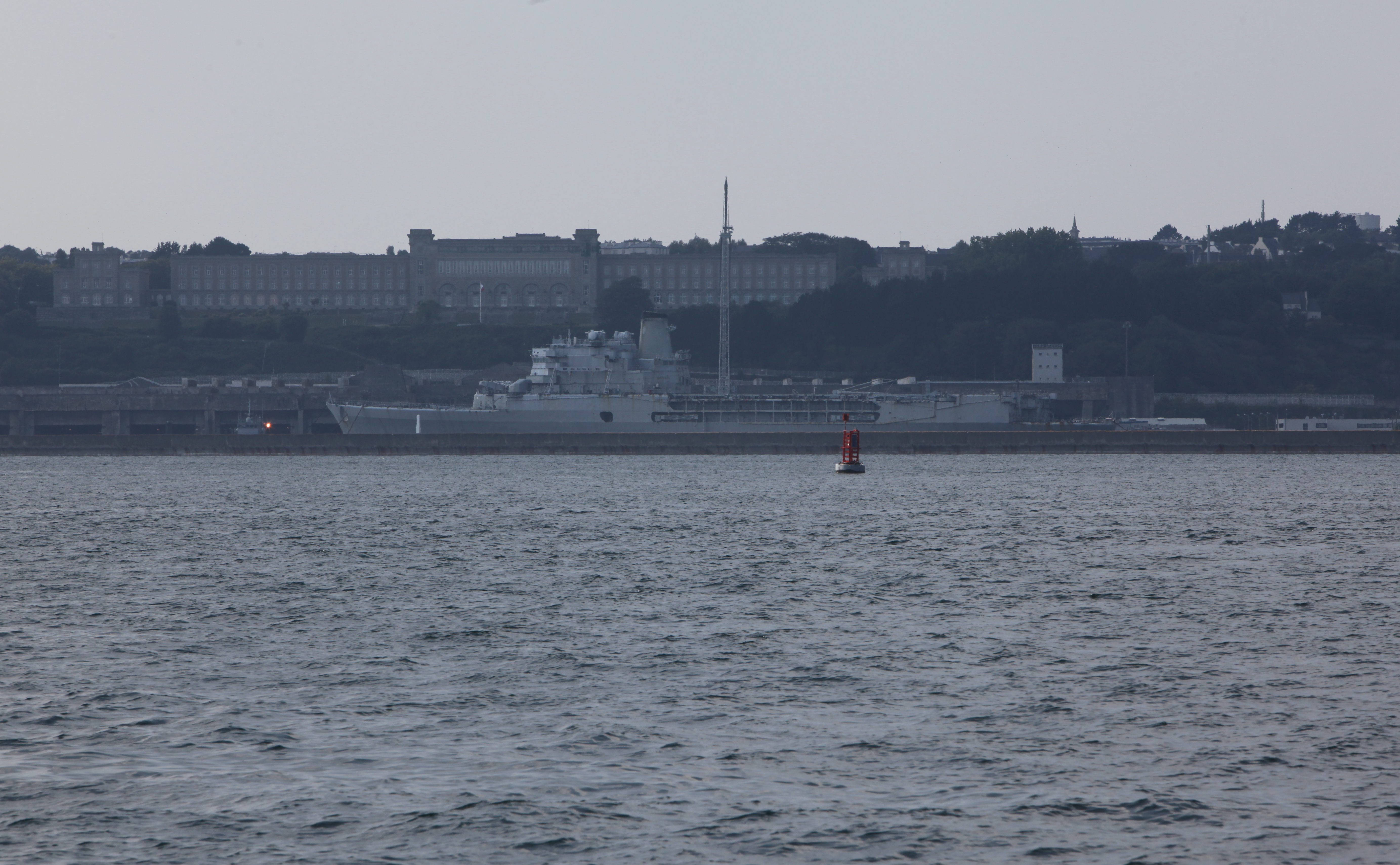
2010 : la Jeanne d'Arc désarmée le long de l'épi porte-avions no 4 de la base navale de Brest.

La Jeanne d'Arc a été retirée du service actif le 7 juin 2010. Il fut un temps évoqué qu'elle serve d'hélisurface près de Saint-Tropez, mais le navire sera finalement déconstruit. Le matériel de rechange a été débarqué puis un certain nombre d'équipements et de matériels utilisables sur d'autres bâtiments ont été démontés comme certains éléments de machine qui serviront pour les frégates De Grasse et Tourville, encore en service au moment du désarmement de la Jeanne. Certaines pièces symboliques seront remises aux villes de Brest, de Rouen, sa ville marraine, et de Domrémy-la-Pucelle ou à des musées. Les archives et des éléments du patrimoine du navire ont eux été transmis au Service historique de la Marine. Les superstructures les plus importantes du navire ont été démontées et toutes les inscriptions permettant d'identifier le navire effacées. Un inventaire de produits polluants a été effectué.
En juillet 2010, la flamme de guerre de 60 mètres de long de la Jeanne d'Arc a été remise au Tonnerre qui reprend la mission de formation des Officiers de Marine.
Depuis le 2 novembre 2010, le navire ne porte plus officiellement le nom de Jeanne d'Arc et s'est vu attribuer le numéro de coque Q860. Il a fait l'objet d'un appel d'offres pour son démantèlement avec recyclage des métaux. Le 27 novembre 2012, son ancre est installée à l'extrémité de l'île Lacroix à Rouen. Amarrée à Brest le long de la digue de la rade abri côté port militaire, la coque était visible depuis la route de la corniche qui longe le port militaire. Elle a quitté Brest pour Bassens le 11 octobre 2014, pour y être déconstruite par les sociétés Bartin Recycling et Petrofer Société Nouvelle. Le Colbert subira le même sort en 2016. Fin mars 2016, avec 6 mois de retard le désamiantage de la Jeanne est achevé, elle a rejoint la forme fin mai pour être découpée. Fin 2016, la coque de la Jeanne a complètement disparu du port girondin, l'acier est transféré au Pays basque pour être recyclé[réf. nécessaire].

## Caractéristiques

### Caractéristiques techniques

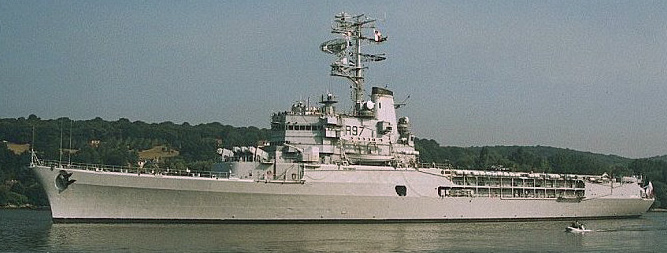
La Jeanne d'Arc descendant la Seine, juillet 1999.

La Jeanne d'Arc mesure 181,38 m de long, 24 m de large et son tirant d'air est de 52 m. Son déplacement est compris entre 10 575 t et 13 270 t selon qu'il est lège ou à pleine charge. Quatre chaudières multitubulaires de type dissymétrique fournissent le navire en énergie et ses quatre turbines Rateau-Bretagne. Ainsi, le navire dispose d'une puissance électrique de 4 400 kW et d'une puissance de 40 000 ch (29 420 kW) pour faire tourner deux hélices. À feux poussés, le porte-hélicoptères a atteint la vitesse de 30 nœuds soit 55 km/h. En 2004, la vitesse de croisière de la Jeanne d'Arc est limitée à 18,5 nœuds afin de ménager la chaufferie. Le bâtiment n'avançait alors plus qu'à environ 15 nœuds (28 km/h) . À partir de 2008, cette vitesse est réduite à 12 nœuds.

### Caractéristiques militaires

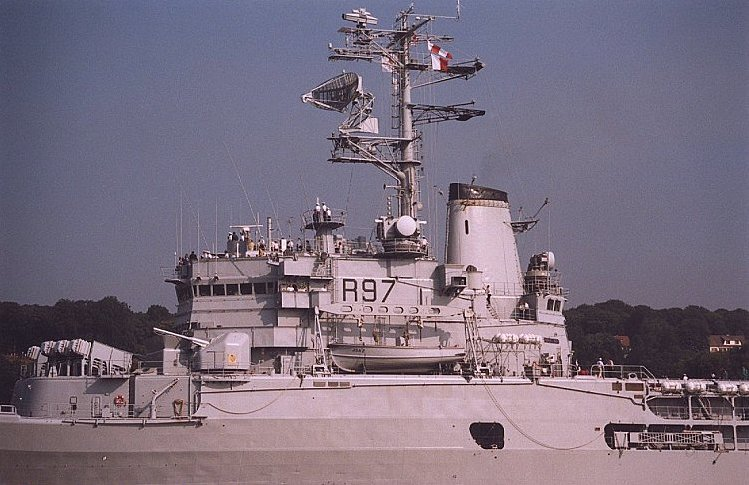
Gros plan des superstructures : les conteneurs Exocet, une tourelle de 100 mm et les embarcations côté bâbord (en 1999)

Armement d'origine :
- 4 tourelles 100 mm Mle 53
- 4 mitrailleuses Browning 12.7mm M-2HB

Armement avant son retrait du service :
- 2 tourelles 100 mm Mle 53
- 4 mitrailleuses Browning 12,7 mm M-2HB
- 6 missiles mer-mer Exocet MM 38
- 8 hélicoptères

Une rampe double de missiles Masurca était prévue à l'origine sur la plage avant, mais n'a jamais été installée.
Les 6 missiles mer-mer Exocet MM 38 ont été installés en 1975, soit 11 ans après son armement, et les 2 tourelles arrière débarquées en 2000.
Les canons de 100 mm modèle 53 assurent la défense anti-aérienne du navire avec une portée pratique de 6 km contre une cible aérienne.
La Jeanne d'Arc a des capacités d'emport d'une dizaine d'hélicoptères lourds et légers. Elle peut mettre en œuvre simultanément (décollage et appontage) 3 hélicoptères.

### Record de vitesse
Le mercredi 26 mai 2010 à 2 h du matin, dans un baroud d'honneur, les mécaniciens ont poussé les machines de la « vieille dame » à la vitesse sur le fond de 30,9 nœuds  (soit près de 57 km/h). Cette vitesse a pu être atteinte grâce au courant du raz Blanchard, qui l’a légèrement aidée. La vitesse alors affichée au loch était de 29,4 nœuds, dépassant ainsi l'ancien record de 27 nœuds (50 km/h) établi peu de temps après son lancement.

## Liste des commandants
La Jeanne d'arc aura eu 25 commandants. Le capitaine de vaisseau Clotteau est, en fonction des sources, compté ou non dans cette liste car il l'a commandée alors qu'elle s'appelait encore La Résolue et cela avant son admission au service actif.
| N° | Grade à la nomination  | Nom                           | Date de prise de commandement |
| 0  | Capitaine de vaisseau  | Pierre Clotteau               | 4 mai 1963 (La Résolue)       |
| 1  | Capitaine de vaisseau  | Alfred Postec                 | 16 juillet 1964               |
| 2  | Capitaine de vaisseau  | Christian Claverie            | 4 septembre 1965              |
| 3  | Capitaine de vaisseau  | André Gélinet                 | 5 septembre 1967              |
| 4  | Capitaine de vaisseau  | François Flohic               | 5 septembre 1969              |
| 5  | Capitaine de vaisseau  | Gérard de Castelbajac         | 3 septembre 1971              |
| 6  | Capitaine de vaisseau  | Christian Brac de la Perrière | 31 août 1973                  |
| 7  | Capitaine de vaisseau  | Stéphane Beaussant            | 4 juillet 1975                |
| 8  | Capitaine de vaisseau  | Bertrand Bonavita             | 8 juillet 1977                |
| 9  | Capitaine de vaisseau  | Jean-Pierre Fourquet          | 3 août 1979                   |
| 10 | Capitaine de vaisseau  | Régis Merveilleux du Vignaux  | 15 mai 1981                   |
| 11 | Capitaine de vaisseau  | Pierre Bonnot                 | 5 juillet 1983                |
| 12 | Capitaine de vaisseau  | Xavier de Lussy               | 27 juin 1985                  |
| 13 | Capitaine de vaisseau  | Christian Rouyer              | 12 juin 1987                  |
| 14 | Capitaine de vaisseau  | Jean-Marie Viriot             | 13 juillet 1989               |
| 15 | Capitaine de vaisseau  | Michel Olhagaray              | 15 juillet 1991               |
| 16 | Capitaine de vaisseau  | Alain Dumontet                | 13 juillet 1993               |
| 17 | Capitaine de vaisseau  | Bruno Sifantus                | 31 mai 1995                   |
| 18 | Capitaine de vaisseau  | Pierrick Blairon              | 31 juillet 1997               |
| 19 | Capitaine de vaisseau  | Philippe Combes               | 23 juillet 1999               |
| 20 | Capitaine de vaisseau  | Jérôme Régnier                | 20 juillet 2001               |
| 21 | Capitaine de vaisseau  | Marc de Briançon              | 24 juillet 2003               |
| 22 | Capitaine de vaisseau  | Gilles Tillette de Mautort    | 31 août 2005                  |
| 23 | Capitaine de vaisseau  | Hervé Bléjean                 | 28 août 2007                  |
| 24 | Capitaine de vaisseau  | Patrick Augier                | 10 juillet 2009               |
| 25 | Lieutenant de vaisseau | Pascal Guerriau               | 1er septembre 2010            |

## Personnalités liées au navire
Parmi les marins de l'équipage ou les officiers élèves ayant navigué à son bord, on compte le prince Albert II, le matelot et futur acteur Bernard Giraudeau. Des personnalités ont également pu être accueillies à bord pour une partie de la campagne, comme l'écrivain Jean-François Deniau en 1988. Le 13 novembre 1975, Jean Gabin assiste au départ du navire, à bord duquel son fils Matthias est embarqué en qualité de maître d'hôtel des officiers mariniers supérieurs.

## D'autres navires appelésJeanne d'Arc
Depuis 1820, avec une interruption entre 1885 et 1901, la Marine nationale a toujours disposé d’un bâtiment portant le nom de Jeanne d’Arc. L'école d'application était accueillie à bord d’un navire portant ce nom depuis 1912. Depuis 2010, les élèves officiers ne disposent plus de navire dédié.

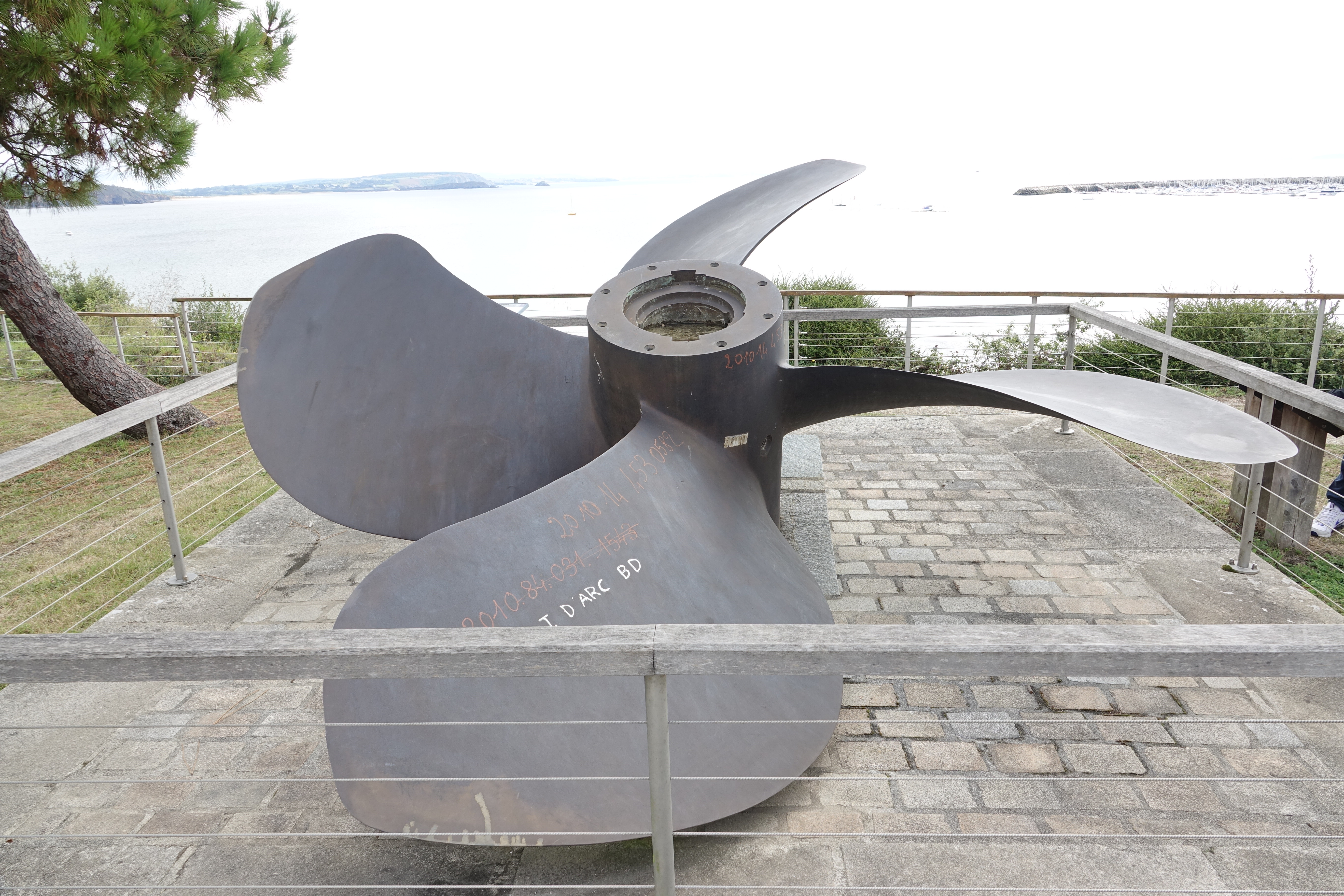
Hélice de la Jeanne d'Arc à Morgat.

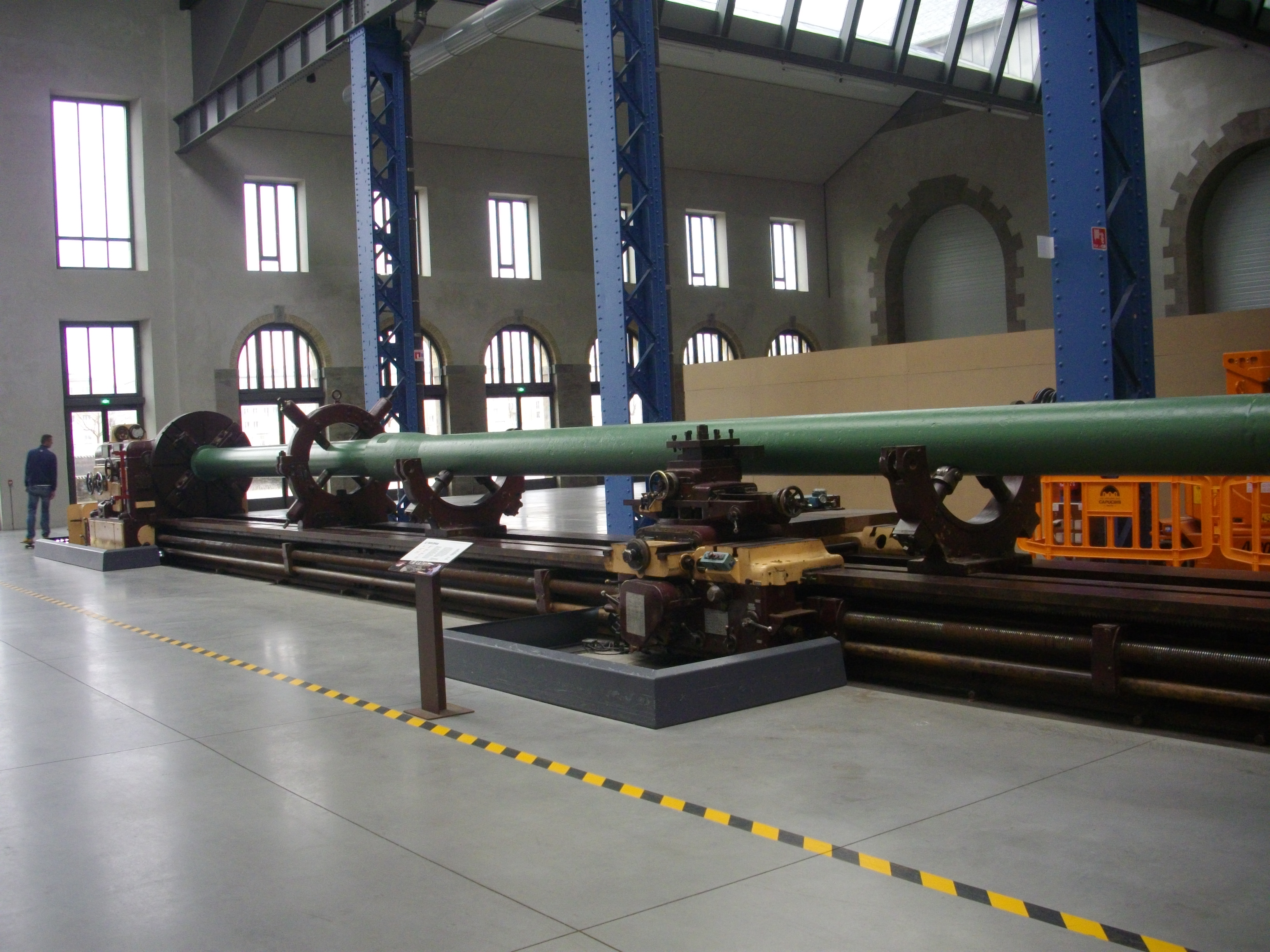
Arbre d'hélice de la Jeanne d'Arc sur le tour Somua qui l'a usiné aux ateliers des Capucins.

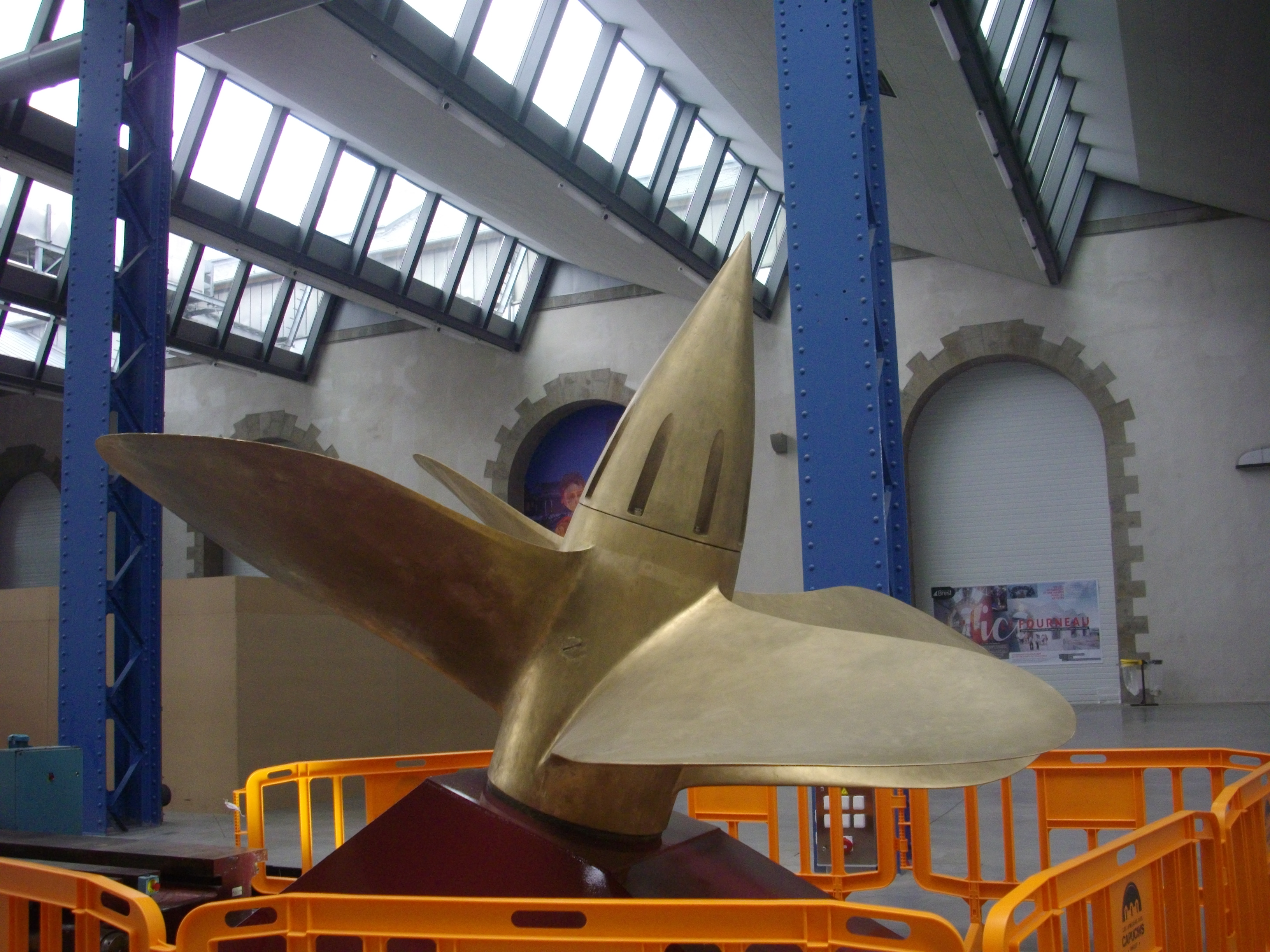
Hélice de la Jeanne d'Arc aux ateliers des Capucins.

## Hommages
- En 2010, pour la collection Des bateaux et des hommes créée par Cristel Éditeur d'Art, le peintre officiel de la Marine Michel Bez réalise la lithographie « La Jeanne d'Arc, Ambassadrice de France » présentée dans un portfolio. Tiré à 290 exemplaires, celui-ci rassemble cette lithographie originale et un texte de Christophe Penot numérotés et signés à la main par l’artiste et l'auteur.
- En 2010, le peintre officiel de la Marine Michel Bez réalise la lithographie du portfolio « Inoubliable Jeanne d'Arc » créé par Cristel Éditeur d'Art. Tiré à 45 exemplaires pour saluer les 45 campagnes du « mythe amiral de la Marine française », ce portfolio rassemble cette lithographie originale et un texte inédit de Didier Decoin, tous deux numérotés et signés à la main par l’artiste et l'auteur.
- Un arbre d'hélice et une hélice de la Jeanne d'Arc sont exposés dans la salle des machines des ateliers des Capucins à Brest. Une autre hélice est exposée à Morgat sur la presqu'île de Crozon.